# Никола Сансоне
Никола Доменико Сансоне (итал. Nicola Domenico Sansone; Минхен, 10. септембар 1991) је италијански фудбалер, који тренутно игра за Лече.